# Velîka Stratiivka, Trosteaneț
Velîka Stratiivka (în ucraineană Велика Стратіївка) este un sat în comuna Hordiivka din raionul Trosteaneț, regiunea Vinnița, Ucraina.

## Demografie
Componența lingvistică a localității Velîka Stratiivka
     Ucraineană (99,45%)
     Alte limbi (0,55%)
Conform recensământului din 2001, majoritatea populației localității Velîka Stratiivka era vorbitoare de ucraineană (99,45%), existând în minoritate și vorbitori de alte limbi.